# Heike Specht
Heike Specht (* 1974) ist eine deutsche Autorin. Sie ist als Verfasserin mehrerer Biografien bekannt.

## Leben
Specht wurde 1974 geboren und studierte Geschichte und Germanistik in Erlangen und München. 2004 promovierte Specht mit einer Arbeit über die Geschichte der jüdischen Familie Feuchtwanger, deren bekanntestes Mitglied Lion Feuchtwanger war. Die Arbeit wurde mit dem Hochschulpreis der Landeshauptstadt München ausgezeichnet. Sie arbeitete acht Jahre als Verlagslektorin bei Random House in München, bevor sie sich als Literaturagentin und freie Autorin in Zürich niederließ.

## Werke
- Die Frauen der Familie Feuchtwanger, Piper, München 2024, ISBN 978-3-492-07084-3
- Die Ersten ihrer Art. Frauen verändern die Welt, Piper, München 2022, ISBN 978-3-492-07042-3
- Ihre Seite der Geschichte – Deutschland und seine First Ladies von 1949 bis heute, Piper, München 2019, ISBN 978-3-492-05819-3
- Curd Jürgens: General und Gentleman, Aufbau-Verlag, Berlin 2015, ISBN 978-3-351-03601-0
- Lilli Palmer. Die preußische Diva: Die Biographie, Aufbau-Verlag, Berlin 2014, ISBN 978-3-351-03567-9
- Warum Schabbat schon am Freitag beginnt: die Kinder-Uni reist in die Welt des Judentums,  Dt. Verl.-Anst., München 2007, ISBN 978-3-421-05948-2
- Die Feuchtwangers: Familie, Tradition und jüdisches Selbstverständnis im deutsch-jüdischen Bürgertum des 19. und 20. Jahrhunderts, Wallstein-Verlag, Göttingen 2006, ISBN 978-3-8353-0017-0